# Podocarpus neriifolius
Podocarpus neriifolius är en barrträdart som beskrevs av David Don. Podocarpus neriifolius ingår i släktet Podocarpus och familjen Podocarpaceae. IUCN kategoriserar arten globalt som livskraftig.

## Underarter
Arten delas in i följande underarter:
- P. n. degeneri
- P. n. neriifolius

## Bildgalleri

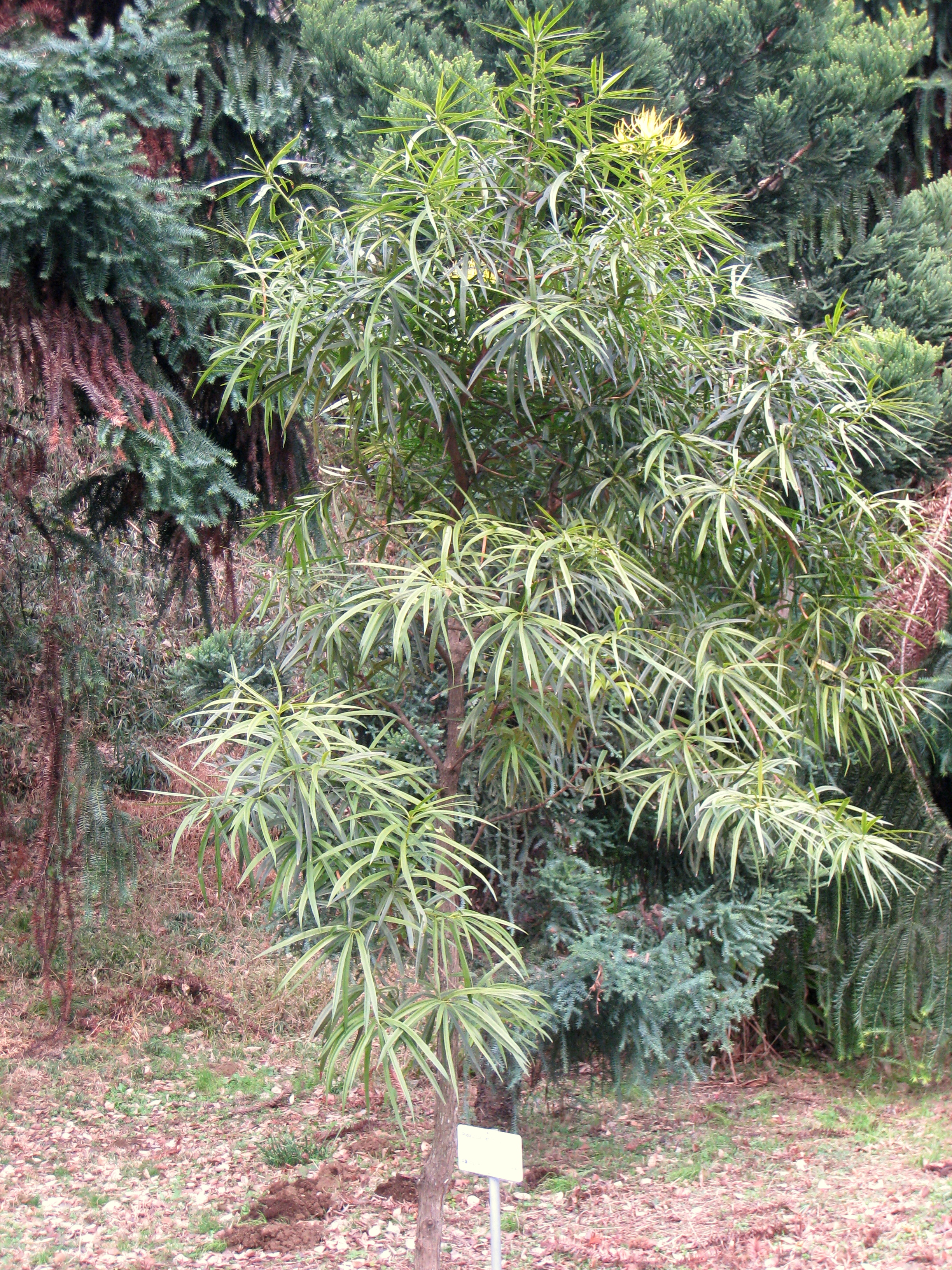
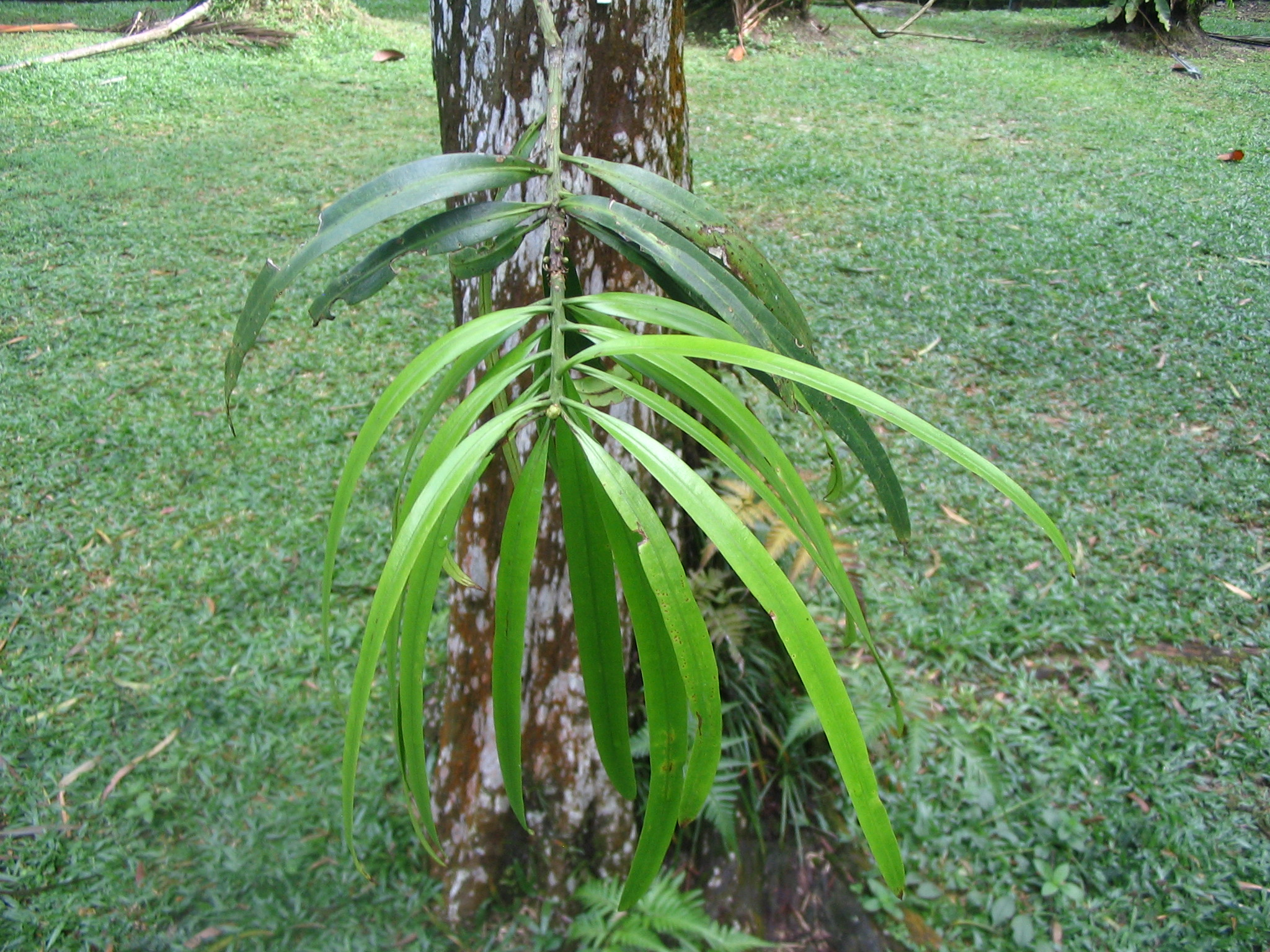
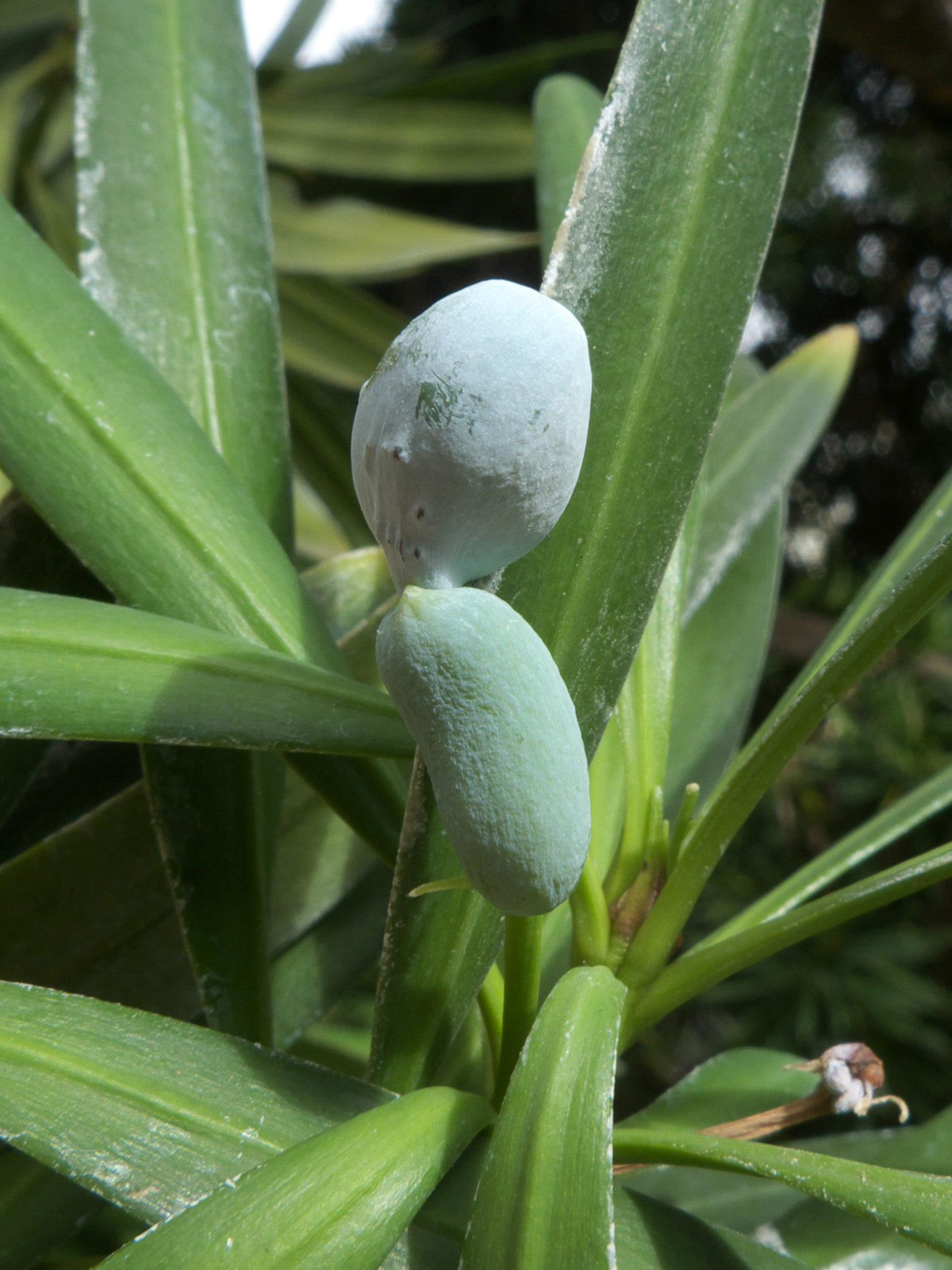
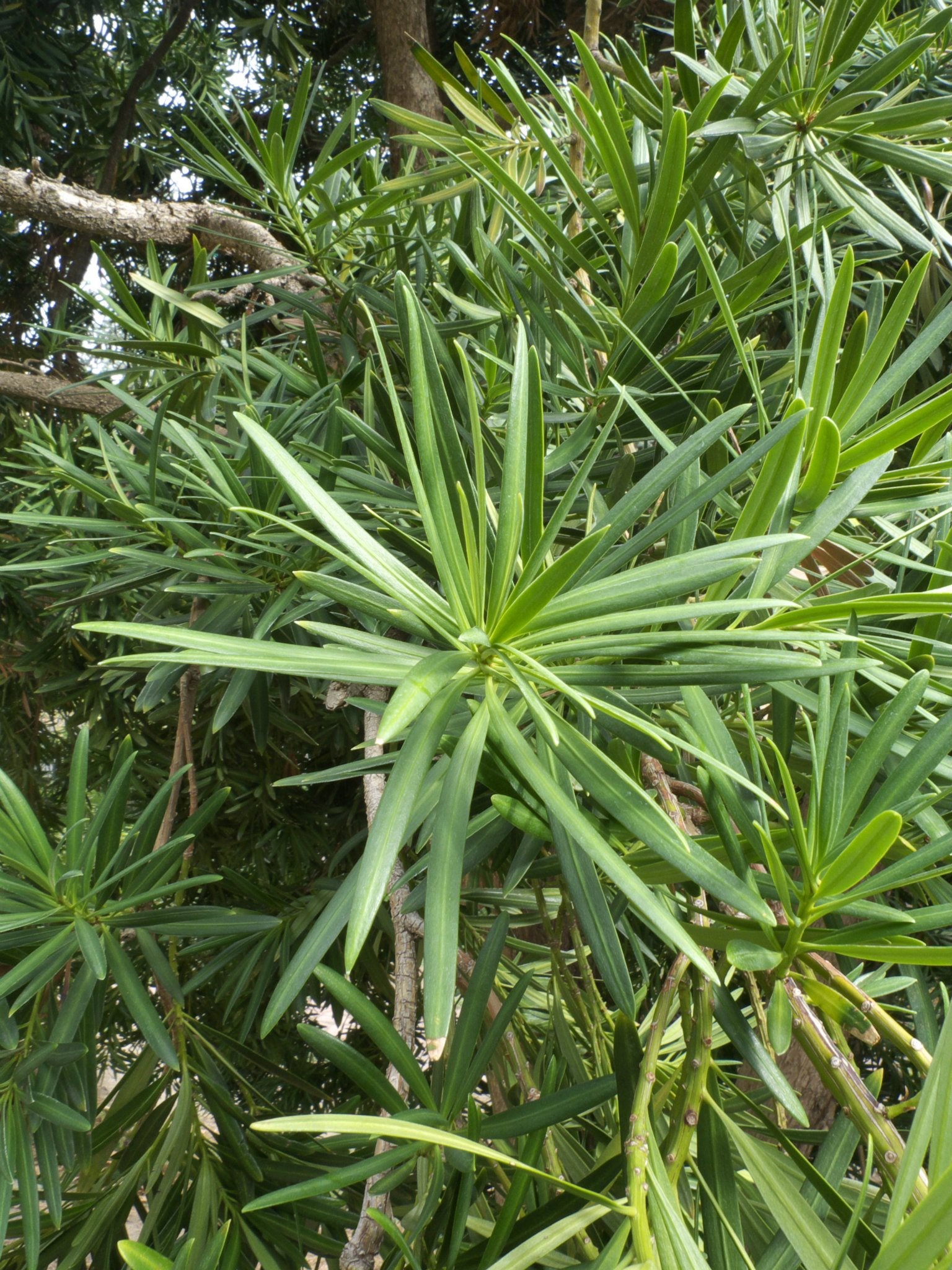
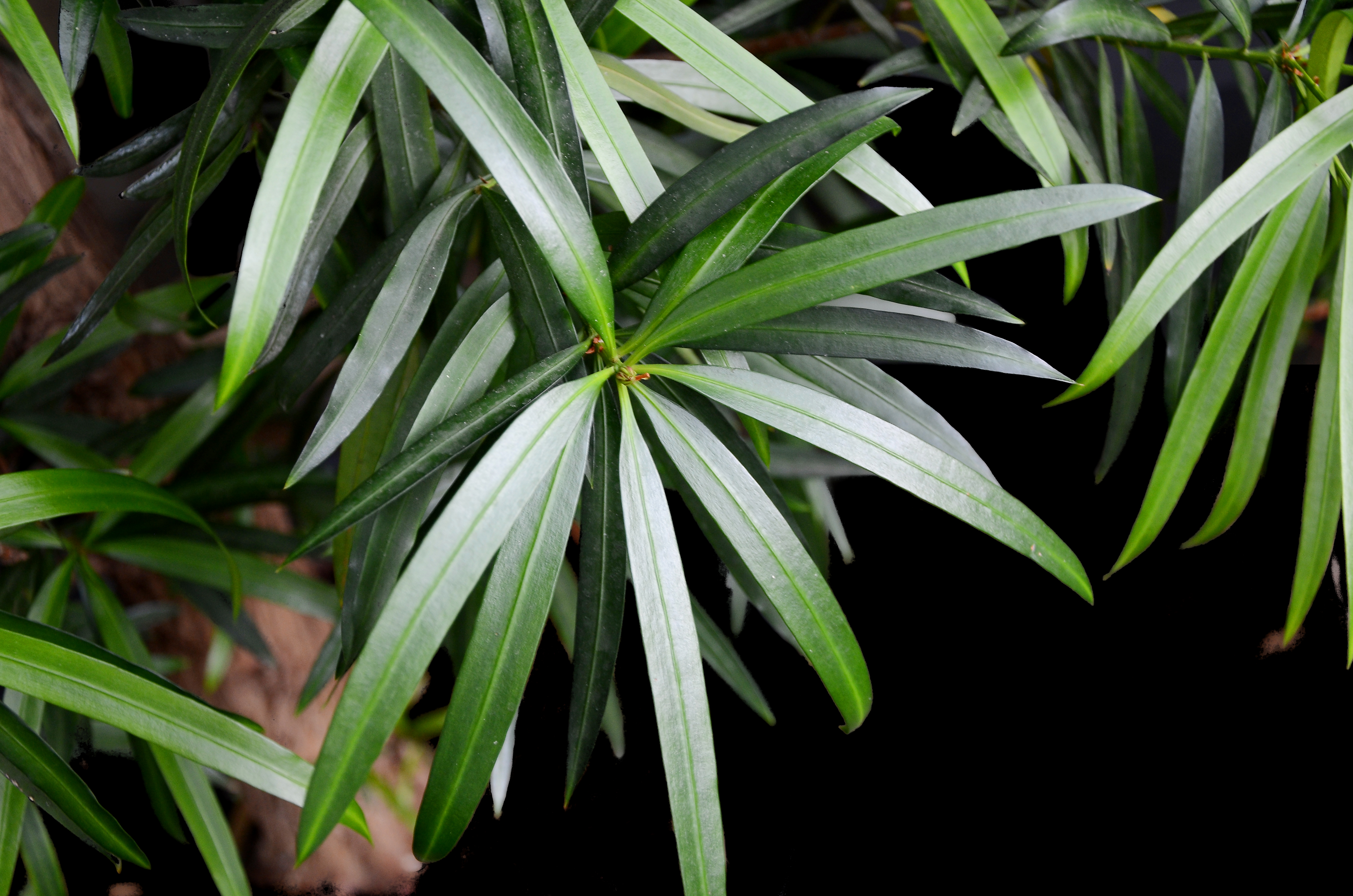
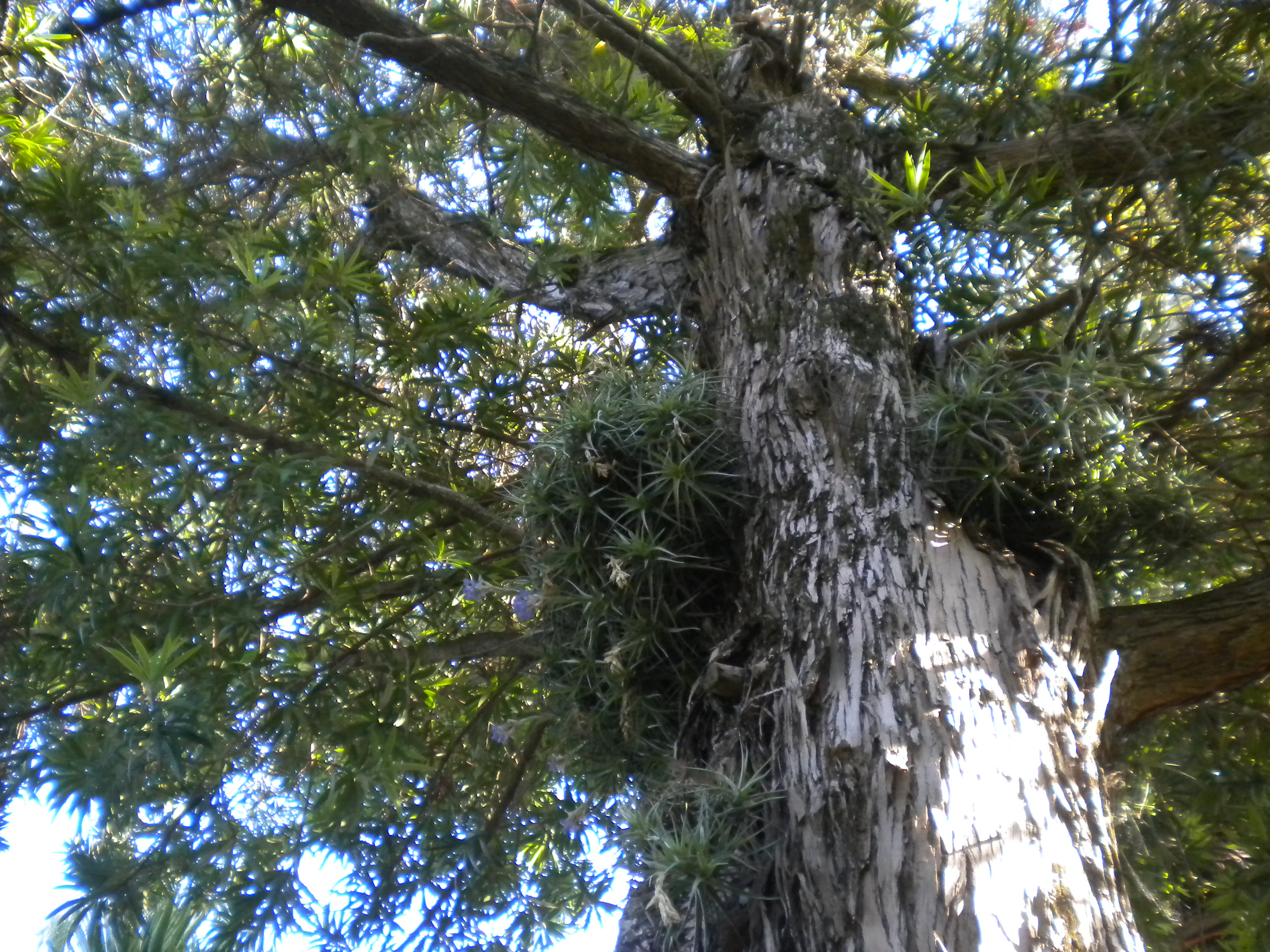